# Przemyslaw de Racibórz
Przemyslaw de Racibórz (en polonais Przemysław Raciborski), appelé parfois Przemko de Racibórz (Przemko Raciborski) ou Przemysl de Racibórz (Przemysł Raciborski), de la dynastie des Piasts, est né vers 1258 et décédé le 7 mai 1306. Il est le fils cadet de Ladislas d’Opole et d’Euphémie de Grande-Pologne, la fille de Ladislas Odonic. Il a été le duc de Racibórz de 1290 à 1306.

## Biographie
Lorsque son père décède vers 1281, son frère aîné Mieszko et lui ne reçoivent que la plus petite partie du duché d’Opole (Cieszyn, Oświęcim et Racibórz). C’est Bolko, le second fils de Ladislas, qui obtient la plus grande partie du duché, avec Opole.
En 1285, Przemyslaw et Mieszko soutiennent l’évêque de Wrocław Thomas II Zaremba, dans le conflit qui l’oppose à Henri IV le Juste. Ils lui offrent l’asile à Racibórz. En représailles, Henri lance une attaque contre Racibórz en 1287 et assiège la ville, obligeant l’évêque à se soumettre.
En 1290, Mieszko et Przemyslaw se partagent leur territoire. Mieszko garde Cieszyn et Oświęcim tandis que Przemyslaw devient le seul duc de Racibórz. Il épouse Anne, la fille du duc Conrad II de Czersk. Le 17 janvier 1291, à Olomouc, avec ses frères Bolko Ier d’Opole, Mieszko de Cieszyn et Casimir de Bytom, il conclut un accord d’alliance avec le souverain de Bohême. On ignore s’il a rendu un hommage de vassalité à Venceslas II, mais c’est probable.
Sur le plan intérieur, Przemyslaw est resté dans l’histoire pour avoir donné les privilèges urbains à Racibórz en 1299 et pour avoir fondé un couvent dominicain dans la même ville.
Przemyslaw de Racibórz décède le 7 mai 1306 et est inhumé au monastère saint Jacques de Racibórz. Il laisse un fils Lech de Racibórz et trois filles.